# Подольський тролейбус
Подóльський тролéйбус — діюча тролейбусна система у підмосковному місті Подольськ.

## Історія
26 лютого 2001 року голова міста Подольська Олександр Нікулін видав Постанову про створення підприємства МУП «Подольський тролейбус». Втіленням у життя цього грандіозного проекту займався перший заступник голови Адміністрації міста Подольська Петро Забродін. Терміни реалізації проекту були дуже стислі. Пуск тролейбусного руху був здійснений в стислі терміни. П'ятирічний обсяг робіт виконаний за 8 місяців. На першотравневому мітингу губернатор Борис Громов вручив директору муніципального підприємства «Подольський тролейбус» Володимиру Юрову символічний ключ від 24-кілометрового маршруту, на якому почали курсувати 25 машин. Велика група учасників будівництва нагороджена почесними грамотами губернатора. У небачено короткий термін виконали величезну роботу: виготовлено понад 600 опор контактної мережі, укладено близько 30 км високовольтного і низьковольтного кабелю, змонтована велика частина електротехнічного обладнання, реконструйовано головні вулиці міста, за якими пройшов тролейбус, споруджені дві нові кільцеві тролейбусні розв'язки, проведено монтаж контактної мережі. В цілому виконаний обсяг робіт більш ніж на 170 млн рублів. 20 новеньких машин надійшли з міста Енгельса і тимчасово розмістилися в автоколоні № 1788. Засновано і зареєстровано муніципальне підприємство «Подольський тролейбус», підготовлені і навчені кадри водіїв і обслуговчого персоналу. 
28 квітня 2001 року біля 10 години ранку здійснено перший пробний рейс тролейбуса вулицями Подольська. Це була машина ЗіУ-682Г-012 [Г0А] № 5. Саме в цей день в мережу вперше подали напругу. Із заводу в Енгельсі надійшло 25 тролейбусів: 15 ЗіУ-682ГОА і 10 ЗіУ-682ГОР (зі статичним перетворювачем) 20 тролейбусів із запланованих 25 вже надійшли до цього часу у Подольськ. До готовності контактної мережі в Подольську тролейбуси перевірялися і випробовувалися в Видному. На відміну від машин для інших міст, на передку у них був пластиковий щиток з написом «TROLZA». На всі машини було нанесено зображення герба міста. Система відкрита без депо, нічний відстій тролейбусів проводився на кільці у шляхопроводу через залізницю.
1 травня 2001 року відкрито рух на ділянці від залізничної станції Подольськ до мікрорайонів по маршруту № 1. На закольцовку в Ювілейному мікрорайоні спочатку було два шляхи, але через відсутність рухомого складу в перші місяці роботи системи не було можливості запустити маршрут № 2. Система була відкрита без депо, нічний відстій тролейбусів проводився на кільці у шляхопровода.

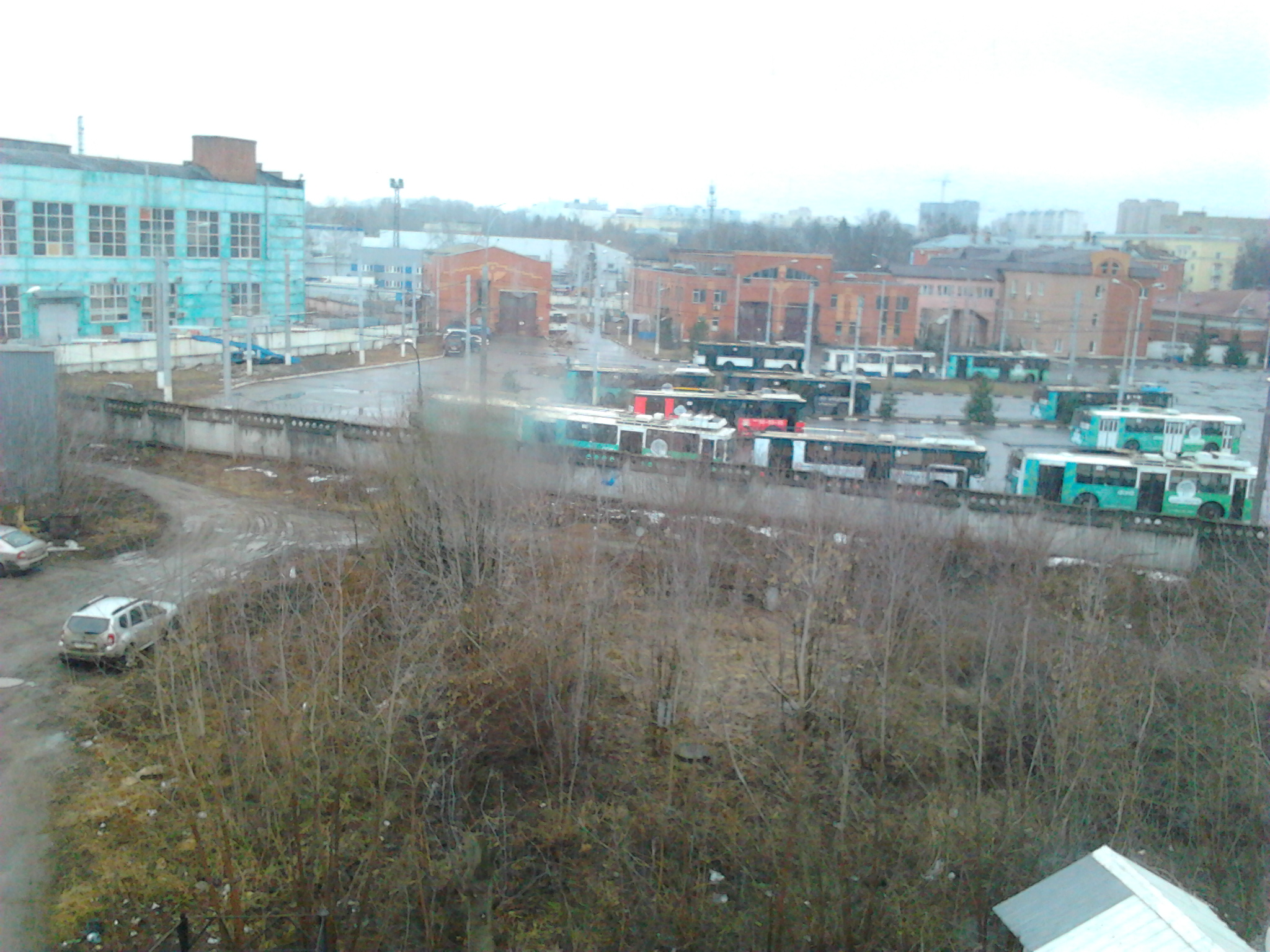
Тролейбусний парк

16 липня 2001 року відкрито двосторонній рух (раніше було одностороннє) і створений маршрут № 2. 
1 вересня 2001 року відкрито тролейбусне депо. У 2003 році з'явився стажерський тролейбус з двомісною кабіною. У звичайний час він працював з пасажирами в загальному графіку. Всього у 2003 році на балансі підприємства перебувало 26 тролейбусів.
1 травня 2004 року відкрито нову лінію від ринку до кінцевої станції «Кабельний завод» з відкриттям маршруту № 3. Після відкриття продовжилося будівництво лінії до кінцевої станції «Будіндустрія» (зі східного боку станції Подольськ), але воно припинилося після встановлення стовпів.
У 2005 році надійшло 2 нових тролейбуси ЗіУ-682Г0М, які отримали № 27 і 28.
На початку 2007 року надійшло 2 нових тролейбуси ЗіУ-682Г0М, які отримали № 29 і 30, тролейбуси №№ 4 і 13 пройшли капітальний ремонт на МТРЗ.
24 вересня 2007 року відкрито маршрут № 4 «Будіндустрія — Вулиця Машинобудівників», яка зв'язала житловий район із залізничною станцією в обхід існуючих автобусних маршрутів. На кільці «Кабельний завод» побудована підстанція, диспетчерська перенесена на Будіндустрію. У перший день на лінії працювали 2 нових ЗіУ-682Г0М № 31 і 32, через кілька тижнів на лінії почали працювати машини № 33—36. У 2008 році на лінію вийшли ще 2 нові машини № 37, 38. 3 липня 2010 року введений в експлуатацію новий тролейбус № 40.
За 2010 рік підприємством було перевезено близько 13 млн пасажирів, в т. ч. близько 7 млн пільговиків. Регулярність руху тролейбусів перевищує 99 %.
11 квітня 2012 року Головою міста Подольська підписано Постанову № 595-п «Про будівництво 3-ї черги тролейбусної системи м. Подольська». Для продовження розвитку тролейбусної системи вирішено здійснити проектування та будівництво третьої черги тролейбусної системи за маршрутом: вулиця Висотна, вулиця Чехова, вулиця Свердлова, вулиця Піонерська, вулиця Кутузовська, вулиця Володі Дубініна, вулиця Велика Серпуховська, з подальшою передачею зазначеного об'єкта у муніципальну власність муніципального освіти «Міський округ Подольськ Московської області». Забудовником з проектування та будівництва 3-ї черги тролейбусної системи визначено Комітет з будівництва та архітектури адміністрації м. Подольськ. Генеральний проектувальник з розробки проектної документації та генпідрядника з будівництва визначено за результатами аукціонів. Фінансування здійснювалося за рахунок коштів бюджету міста, позабюджетних джерел і додатково залучених інвестицій. Також Постанова голови міста № 1042-п «Про будівництво 3-ї черги тролейбусної системи в м. Подольську» від 17.07.2006 року втратило свою силу.

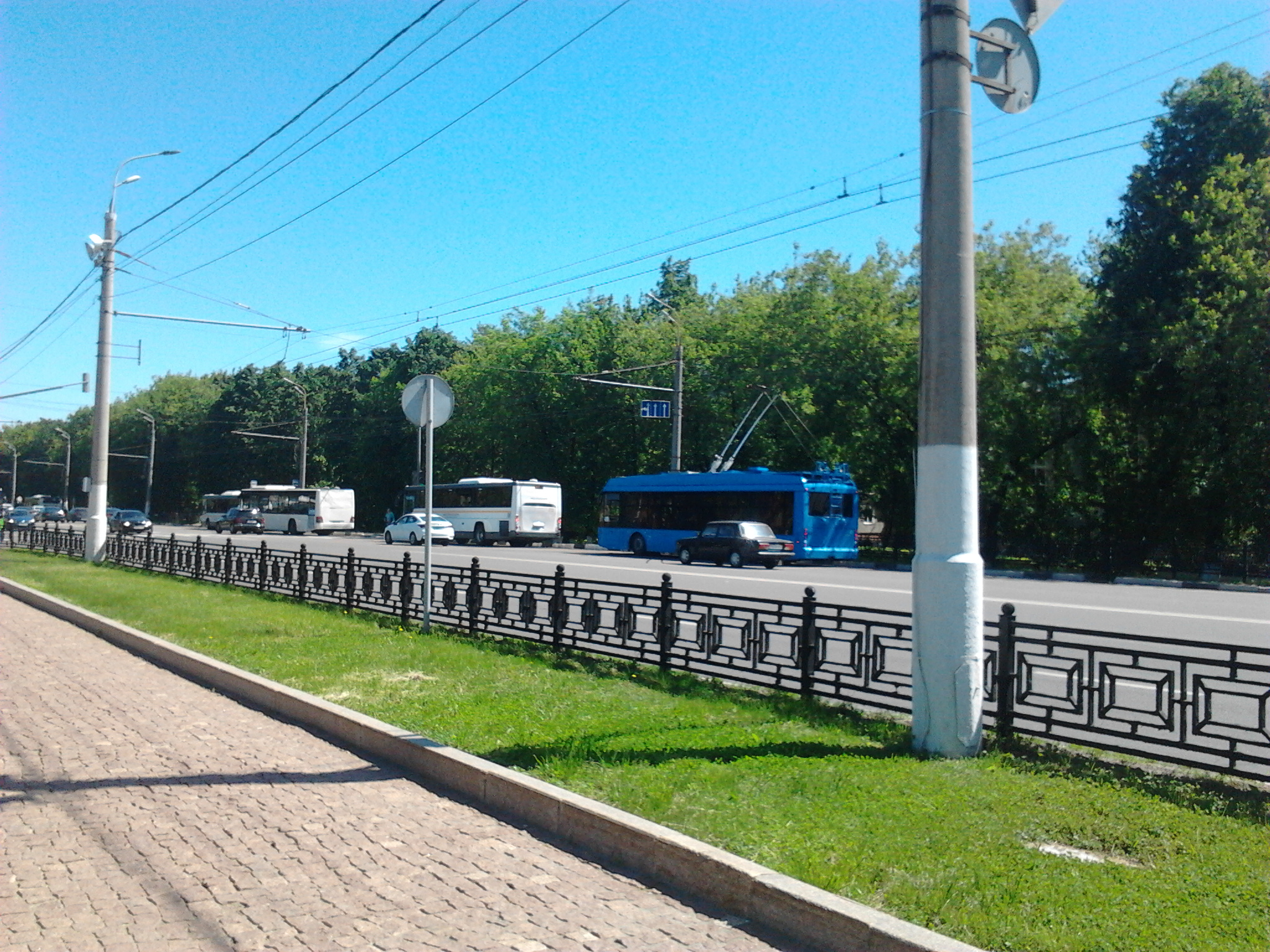
Тролза-5265.02 «Мегаполіс» на випробуваннях в Подольську

9 червня 2012 року почалося будівництво тролейбусної лінії до мікрорайону Кутузова (майбутній маршрут № 5).
9 листопада 2012 року відкрито офіційний сайт МУП «Подольський тролейбус».
9 листопада 2012 року в Подольську запущений проект щодо забезпечення тролейбусів безкоштовним інтернетом за технологією Wi-Fi.
23 грудня 2012 року тролейбуси підприємства МУП «Подольський тролейбус» обладнані системою «Глонас».
Наприкінці 2013 року введена уніформа для водіїв тролейбусів.
29 грудня 2015 року відкрито нову тролейбусну лінію у мікрорайон «Коники». За новою лінієюї організований заїзд маршруту тролейбуса № 1, який почав прямувати за маршрутом: станція Подольськ — Ювілейна площа — Мікрорайон «Коники» (вулиця Академіка Доллежаля) — станція Подольськ. Оптимізовано тролейбусний маршрут в мікрорайон «Коники». Відтепер маршруту № 1 повернена стара траса «Станція Подольськ — Ювілейна площа» і введений маршрут № 1К «Станція Подольск  — Вулиця Академіка Доллежаля, буд. 19» (маршрут пролягає безпосередньо по вул. Ленінградській в обох напрямках). Дана оптимізація дозволила істотно скоротити час проїзду пасажирів від залізничного вокзалу до мікрорайону «Коники».
З 1 січня 2019 року маршрут № 1К «Станція Подольськ — Вулиця Академіка Доллежаля, 19» отримав № 5. Траса маршруту залишилася колишньою.
1 травня 2020 року відкрито тролейбусне сполучення з мікрорайоном «Кутузово», куди почав курсувати маршрутом № 4К «Будіндустрія — Кутузово — Будіндустрія».

## Маршрути
В Подольську діють 6 тролейбусних маршрута. Перший рейс відправляється від станції Подольськ близько 05:15, а останній синхронізований з прибуттям останнього електропоїзда з Москви, близько 00:30.
| Перелік тролейбусних маршрутів в місті Подольськ | Перелік тролейбусних маршрутів в місті Подольськ | Перелік тролейбусних маршрутів в місті Подольськ | Перелік тролейбусних маршрутів в місті Подольськ | Перелік тролейбусних маршрутів в місті Подольськ |
| №                                                | Кінцевий пункт, А                                | Кінцевий пункт, Б                                | Дата відкриття                                   | Примітки                                         |
| ------------------------------------------------ | ------------------------------------------------ | ------------------------------------------------ | ------------------------------------------------ | ------------------------------------------------ |
| 1                                                | Станція Подольськ                                | Ювілейна площа                                   | 01.05.2001                                       | Зовнішня сторона руху (3—4-й мікрорайони)        |
| 1К                                               | Станція Подольськ                                | Вулиця Академіка Доллежаля, 19                   | 29.12.2015                                       | 01.01.2019 перенумерований на маршрут № 5        |
| 2                                                | Станція Подольськ                                | Ювілейна площа                                   | 16.07.2001                                       | Внутрішня сторона руху (3—4-й мікрорайони)       |
| 3                                                | Ювілейна площа                                   | Будіндустрія                                     | 01.05.2004                                       | Зовнішня сторона руху (3—4-й мікрорайони)        |
| 4                                                | Будіндустрія                                     | Вулиця Машинобудівників                          | 24.09.2007                                       |                                                  |
| 4К                                               | Будіндустрія                                     | Мікрорайон «Кутузово»                            | 01.05.2020                                       |                                                  |
| 5                                                | Станція Подольськ                                | Вулиця Академіка Доллежаля, 19                   | 01.01.2019                                       | До 31.12.2018 — маршрут № 1К                     |

## Вартість проїзду
Відповідно до Постанови Уряду Московської області «Про тарифи на перевезення пасажирів і багажу автомобільним і міським наземним електричним транспортом за маршрутами регулярних перевезень за регульованими тарифами» № 802/39 від 6 листопада 2018 року з 1 січня 2019 року:
- вартість однієї поїздки по місту за разовим друкованим квитком, що реалізується в салоні тролейбуса, складає 53 рубля;
- вартість однієї поїздки по єдиній транспортній карті «Стрілка» складає 34,43 рубля;
- вартість провозу ручної поклажі (багажу) — 34 рубля.

## Рухомий склад
23 вересня 2012 року прибув перший низькопідлоговий тролейбус Тролза-5275.03 «Оптіма», з 10 жовтня 2012 року вийшов на маршрут № 3.
20 грудня 2012 року прибув другий низькопідлоговий тролейбус Тролза-5275.03 «Оптіма».
23 грудня 2012 року надійшов перший низькопідлоговий тролейбус Тролза-5265.00 «Мегаполіс», з 30 грудня 2012 року вийшов на лінію.
18 січня 2020 року до тролейбусного парку надійшли 3 електробусу з динамічною підзарядкою ВМЗ 5298.01 «Авангард». 21 січня 2020 року надійшли ще 3 тролейбуси Тролза-5264.05 «Слобода».
17 квітня 2020 року розпочато поступовий запуск в пасажирську експлуатацію нових тролейбусів, першими стали Тролза-5264.05 «Слобода» (№ 33) та ВМЗ-5298.01 «Авангард» (№ 45).
| Статистика рухомого складу станом на 1 травня 2020 | Статистика рухомого складу станом на 1 травня 2020 | Статистика рухомого складу станом на 1 травня 2020 | Статистика рухомого складу станом на 1 травня 2020 | Статистика рухомого складу станом на 1 травня 2020 |                    |  |    |               |                             |
| Модель                                             | Фото                                               | Кількість                                          | Роки експлуатації                                  | Бортові номери                                     |                    |  |    |               |                             |
| -------------------------------------------------- | -------------------------------------------------- | -------------------------------------------------- | -------------------------------------------------- | -------------------------------------------------- | ------------------ |  | -- | ------------- | --------------------------- |
| Модель                                             | Фото                                               | Кількість                                          | Роки експлуатації                                  | Бортові номери                                     | ЗіУ-682 КР Іваново |  | 27 | 2011 — понині | 1—19, 21, 23—26, 28, 29, 40 |
| ЗіУ-682Г-016 [Г0М]                                 |                                                    | 8                                                  | 2005 — понині                                      | 30—38                                              |                    |  |    |               |                             |
| ВМЗ-5298.01 «Авангард»                             |                                                    | 3                                                  | 2020 — понині                                      | 45—47                                              |                    |  |    |               |                             |
| Тролза-5264.05 «Слобода»                           |                                                    | 3                                                  | 2020 — понині                                      | 27, 33, ?                                          |                    |  |    |               |                             |
| Тролза-5275.03 «Оптіма»                            |                                                    | 2                                                  | 2012 — понині                                      | 41, 42                                             |                    |  |    |               |                             |
| Тролза-5265.00 «Мегаполіс»                         |                                                    | 3                                                  | 2012 — понині                                      | 20, 22, 44                                         |                    |  |    |               |                             |
| Тролза-5265.02 «Мегаполіс»                         |                                                    | 1                                                  | 2016 — понині                                      | 39                                                 |                    |  |    |               |                             |
| Тролза-5265.08 «Мегаполіс»                         |                                                    | 1                                                  | 2019 — понині                                      | 43                                                 |                    |  |    |               |                             |
|                                                    | Всього:                                            | 48                                                 |                                                    |                                                    |                    |  |    |               |                             |

## Контакти
МУП «Подольський тролейбус».

Адреса: 142100, Московська область, м. Подольськ, вулиця Велика Серпуховська, буд. 25А

## Галерея

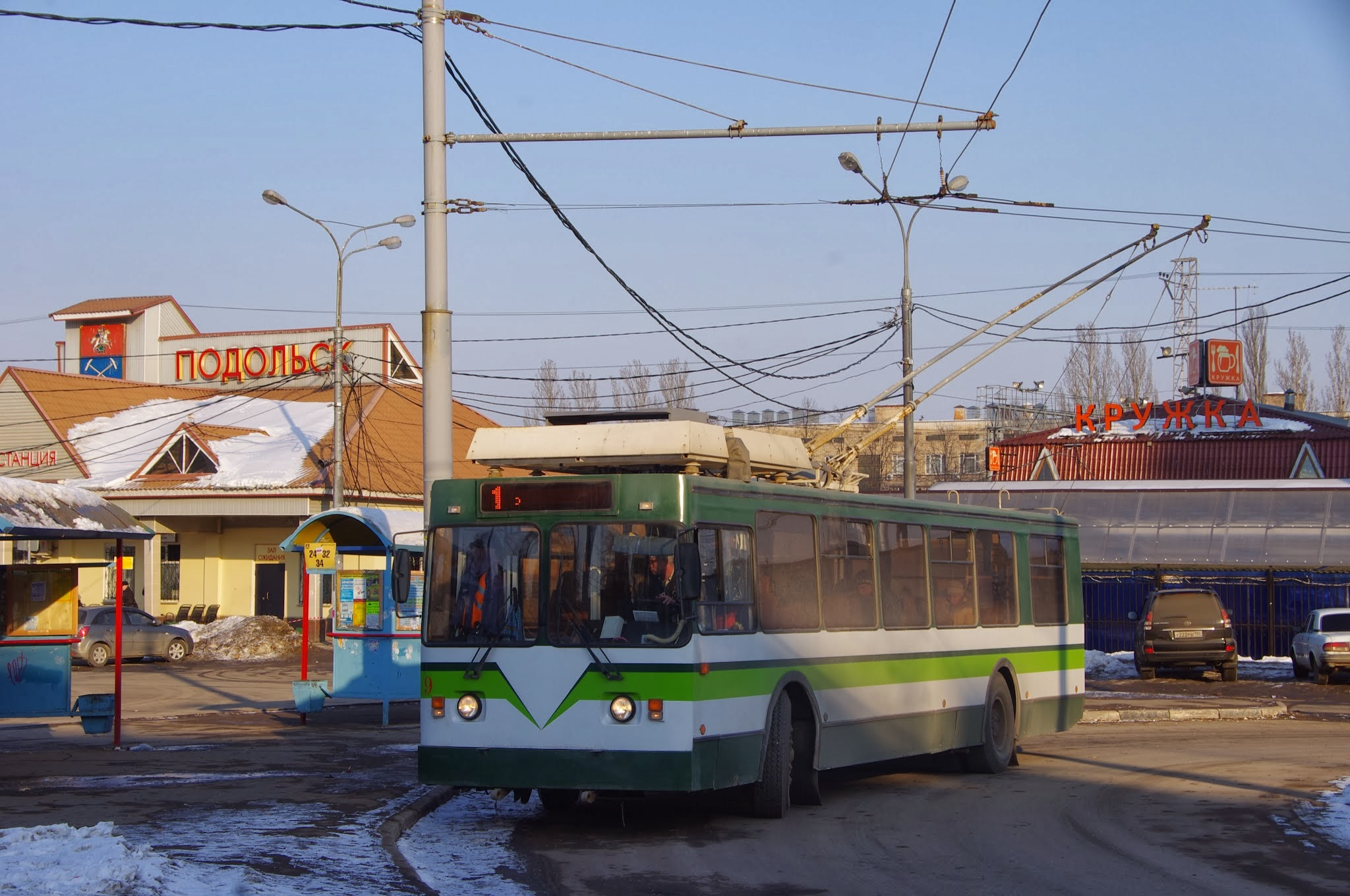
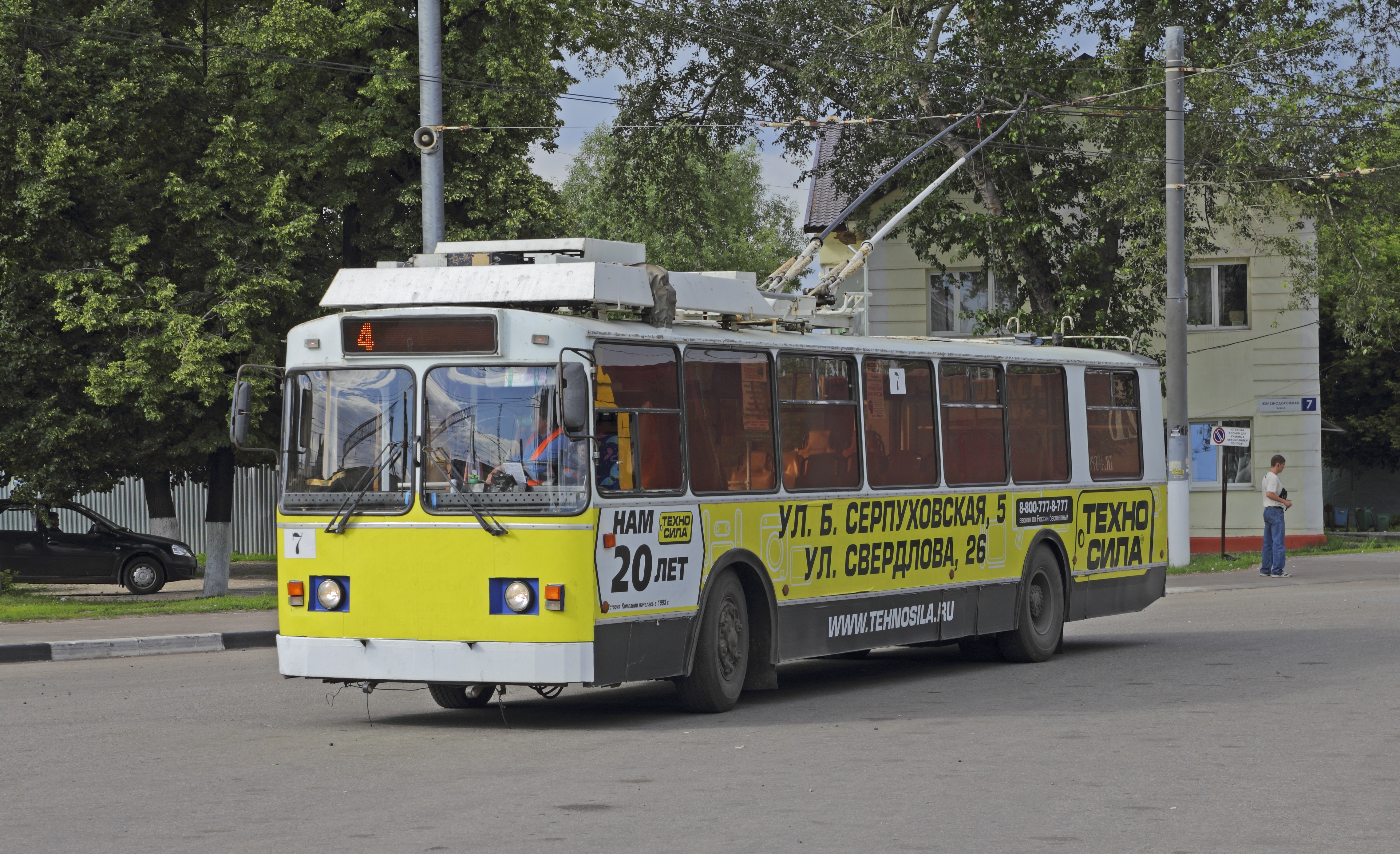
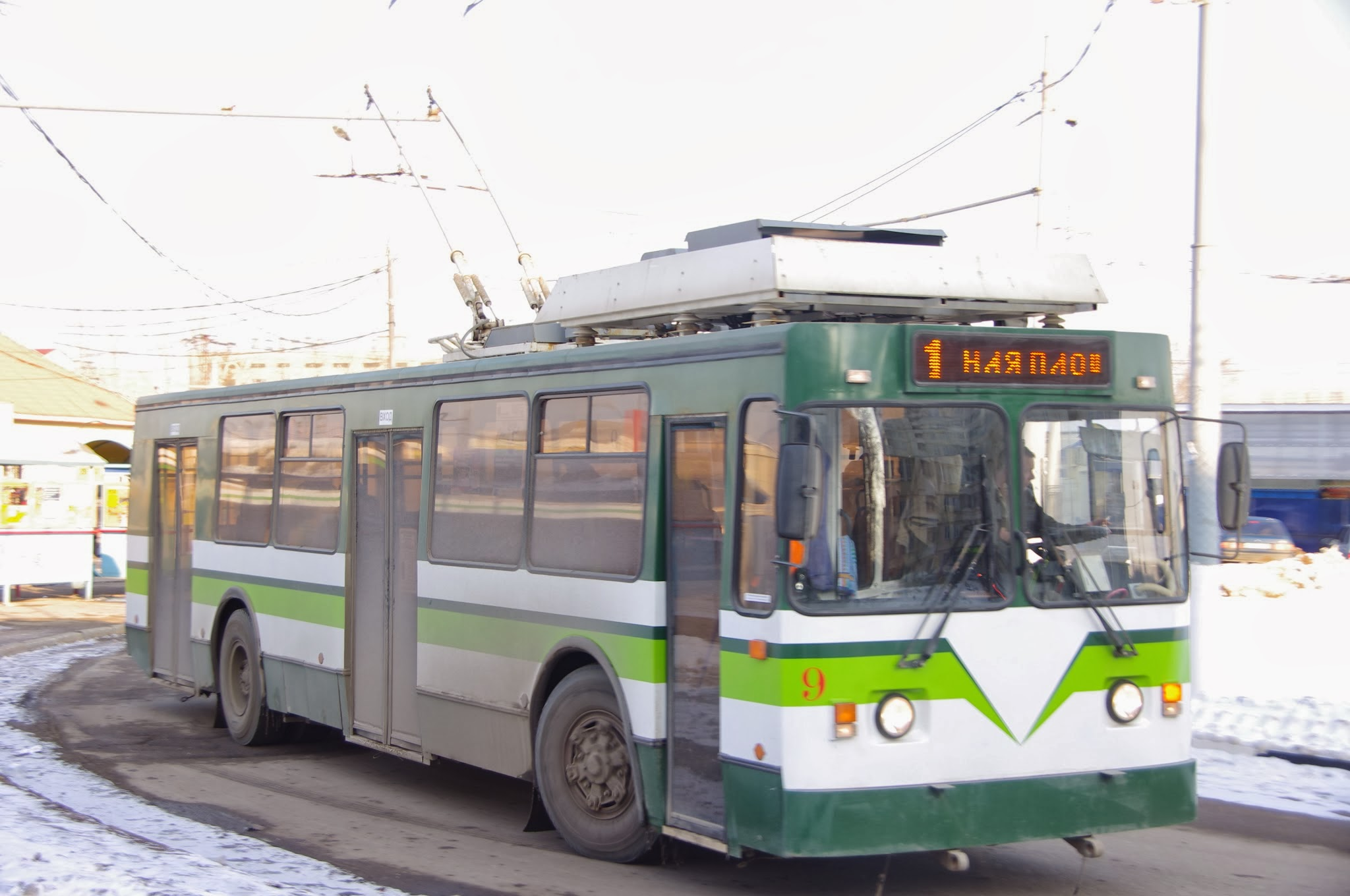
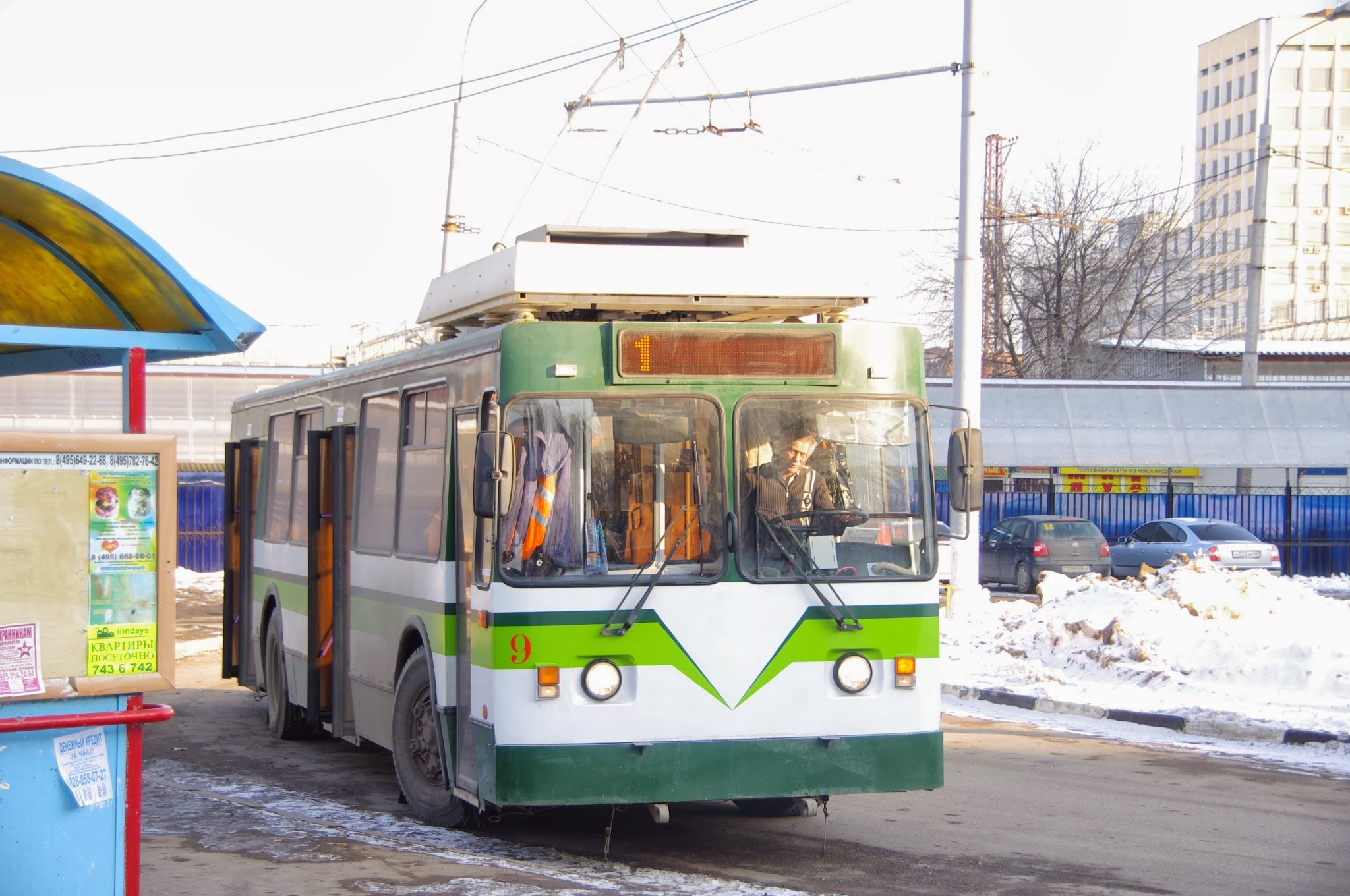
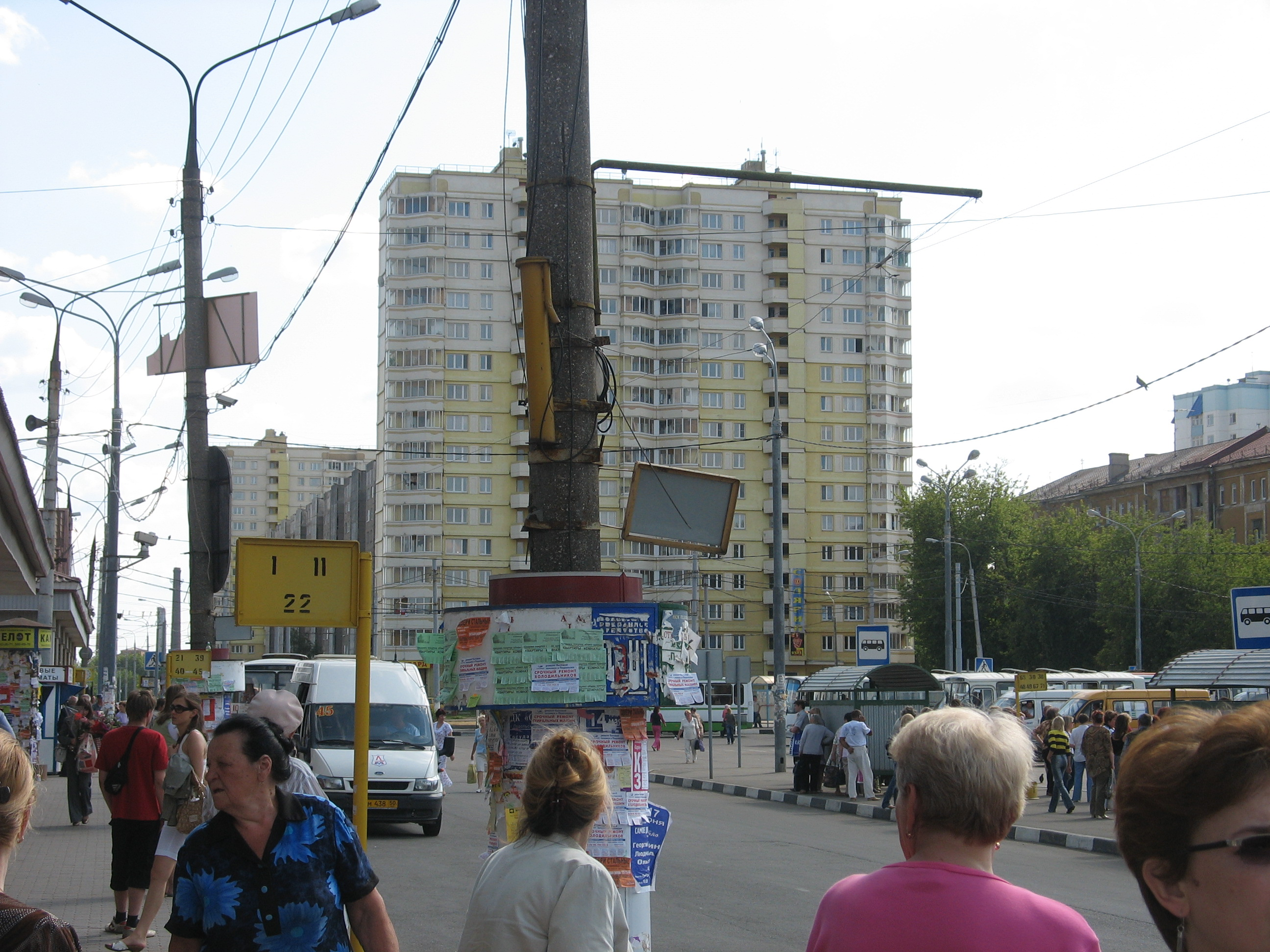
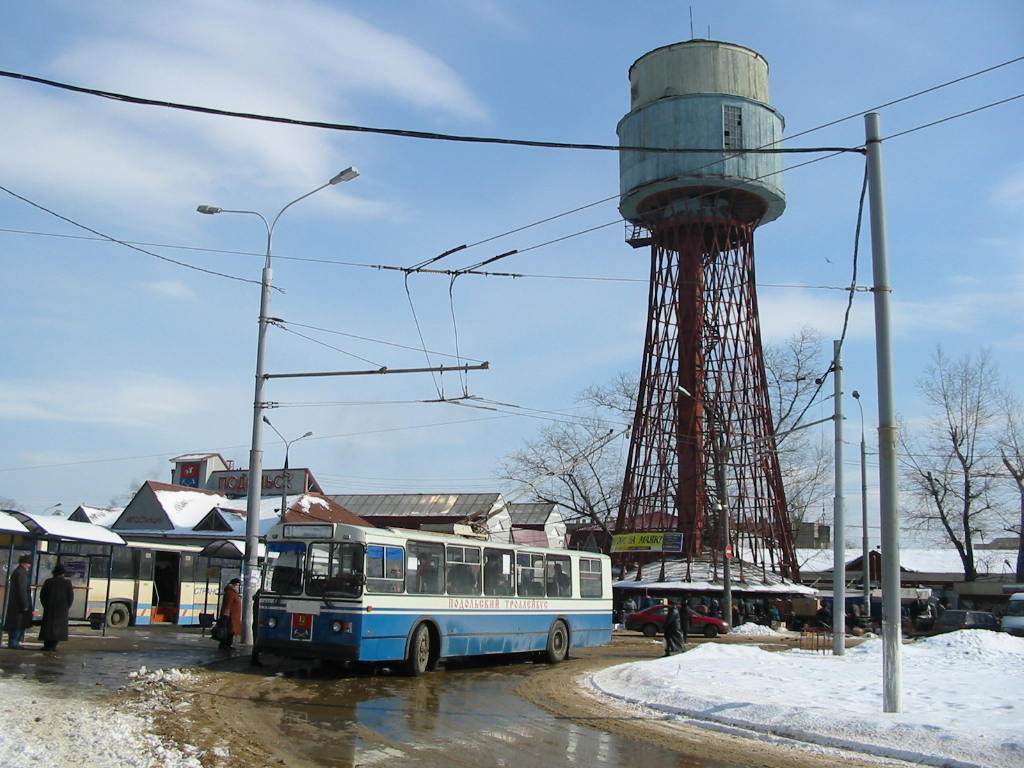